# Ratusz w Ełku
Ratusz w Ełku – ratusz w Ełku przy ulicy Marszałka Józefa Piłsudskiego, oddany do użytku w 1912 roku.

## Historia
Do 1912 władze ówczesnego niemieckiego powiatu ełckiego mieściły się w nieistniejącym dziś budynku przy obecnej ul. Wojska Polskiego. Gdy uznano, że budynek jest zbyt mały, by pełnić dotychczasową funkcję podjęto decyzję o budowie nowej siedziby władz. Budynek Landratsamtu przy ówczesnej Schulestraße (ul. Szkolnej, obecnie ul. Piłsudskiego) został oddany do użytku w 1912 roku. O rozmachu przedsięwzięcia świadczy fakt, że współcześnie w budynku mieszczą się zarówno władze miasta jak i starostwo powiatowe, mimo iż przed wojną ich niemieckie odpowiedniki zajmowały dwa budynki.

## Położenie
Mieści się przy ul. Piłsudskiego 4 w bezpośrednim sąsiedztwie budynku straży miejskiej i I Liceum Ogólnokształcącego. Do 1945 roku pomiędzy szkołą a ratuszem mieścił się nieduży skwer. Współcześnie przez środek byłego skweru przebiega asfaltowa jezdnia, po której obu stronach znajdują się nieduże placyki z trawnikami, kwiatami i ławkami. W środkowym punkcie budynku stoi kamień pamiątkowy poświęcony Józefowi Piłsudskiemu, zaś po lewej części trawnika zakopano kufer pamięci, który ma zostać ponownie otwarty w 650 rocznicę powstania miasta, czyli w   2075 roku. W niedużej odległości od ratusza znajduje się ul. Moniuszki, przy której dominuje jedno- i wielorodzinna zabudowa, będąca w znacznej mierze pozostałością po mieszkaniach przedwojennych ełckich notabli.